# 脂粉侦探
《脂粉侦探》（Lady on a Train）是一部1945年美国喜剧犯罪片，由查尔斯·亨利·大卫执导，获奥斯卡最佳音响奖提名。

## 剧情
妮基·柯林斯（Nicki Collins）前往纽约探望亲戚。在到达中央车站之前，正在读小说的她偶然间抬头目睹了附近一座建筑中发生的谋杀案。
到警察局报案时，值班警官看到她手里韦恩·摩根（Wayne Morgan）的小说，认为谋杀案是她幻想出来的。她找到了摩根，让他帮忙破案。